# Inga Helfrich
Inga Helfrich (* 1966 in Riga) ist eine deutsche Regisseurin.

## Leben und Wirken
Inga Helfrich war von 1993 bis 1997 Regieassistentin an den Münchner Kammerspielen (u. a. bei Peter Zadek, Leander Haußmann, Robert Wilson, Franz Xaver Kroetz, Gerhard Polt) und bei den Salzburger Festspielen.
Von 1996 bis 2004 arbeitete sie als Schauspieldozentin an der Bayerischen Theaterakademie München.
Seit 1997 ist Inga Helfrich als freie Regisseurin tätig und entwickelt seit 2001 auch eigene Stücke.
Zusammen mit Stefan Dreher erschuf sie die Tanztheaterproduktionen Island, Superimposing und Sharing Time.
Sie lebt in München und gibt neben ihrer Regietätigkeit Coaching-Seminare im Bereich Schauspiel, Präsentation und Sprechtraining.

## Regiearbeit
- 1997: Alexander Gerner: Trance-Szenen aus der Normalitätsanstalt (Schauspielhaus Hannover)
- 1998: Rainer Werner Fassbinder: Die bitteren Tränen der Petra von Kant (Theater Bamberg)
- 1998: Der Präsident und das Mädchen (Schauspielhaus Bochum)
- 1998: Lyman Frank Baum: Der Zauberer von Oz (Schauspielhaus Bochum)
- 1998: Dea Loher: Tätowierung (Theater Basel)
- 1999: Peter Ensikat: Dornröschen (Theater Bielefeld)
- 1999: Theresia Walser: Alles schöne Dinge (Schauspiel Bonn)
- 1999: David Harrower: Messer in Hennen (Das Theater Erlangen)
- 2000: Moritz von Uslar: Freunde (Junges Theater Göttingen)
- 2000: Gesine Danckwart:  Girls Night Out (Junges Theater Göttingen)
- 2000: Theresia Walser: King Kongs Töchter (Staatsschauspiel Dresden)
- 2001: Johann Wolfgang von Goethe: Urfaust  (Luzerner Theater)
- 2001: I Will Survive (I-camp München)
- 2001: Carlo Goldoni: Krach in Chiozza (Bayerische Theaterakademie)
- 2002: John Kander/Fred Ebb:  And the World Goes Round (Bayerische Theaterakademie)
- 2003: Carlo Goldoni: Der Diener zweier Herren  (Altes Schauspielhaus Stuttgart)
- 2003: Alexa Hennig von Lange: Ich habe einfach Glück  (Niedersächsisches Staatstheater Hannover)
- 2004: David Gieselmann: Herr Kolpert  (Theater Erlangen)
- 2007: Anton Pawlowitsch Tschechow: Der Kirschgarten (theater … und so fort München)
- 2007: Tanztheater (mit Stefan Dreher):   Island  (Hallen von Schaerbeek in Brüssel)
- 2008: Die deutsche Mutter (Muffathalle München)
- 2008: Tanztheater (mit Stefan Dreher): Superimposing (Muffathalle München)
- 2009: musikalische Performance: Edmund-Touch Me Tiger (Muffathalle München)
- 2009: Fritz Kater: 3 von 5 Millionen (Theater Halle 7 München)
- 2009: Die deutsche Mutter (Hebbel am Ufer)
- 2010: Tanztheater (mit Stefan Dreher): Fremd im Paradis (I-camp München)
- 2010: Trilogie (Teil 1) Neue Heimat (Goldberg-Studios München)
- 2010: Gudrun Ensslin/Bernward Vesper: Notstandsgesetze von deiner Hand (Lesung – Goldberg-Studios München)

## Hörspiele (als Autorin)
- 2015: Rettet das Geld. Mit Wiebke Puls, Edmund Telgenkämper. Komposition: Rosalie Eberle,  Realisation: Inga Helfrich. BR-Hörspiel und Medienkunst 2015. Als Podcast/Download im BR Hörspiel Pool[1]
- 2013: Ich Wir Ihr Sie. Mit Laura Maire, Ulla Geiger, Bibiana Beglau, Stefan Merki, Benedict Lückenhaus, Florian Decker. Realisation: Inga Helfrich. BR-Hörspiel und Medienkunst 2013. Als Podcast/Download im BR Hörspiel Pool[2]

## Hörbücher
- 2003: Henning Mankell: Der Tod des Fotografen (Regie)